# Iván Loredo Vidal
Iván Loredo Vidal (4 de octubre de 1967) es un montañista y consultor mexicano.

## Biografías
Cursó estudios superiores de física, ingeniería, administración y MBA en Inglaterra y Estados Unidos (University of London, USIU-Europe, California Western University/USIU y Alliant International University), graduándose en 1989 y 1990. Inició su carrera deportiva en 1990 y ha subido varios ochomiles, entre ellos el Makalu, el Broad Peak, Lhotse y el Cho Oyu. Es veterano de 3 expediciones al monte Everest, así como al Manaslu. Ha realizado 37 expediciones internacionales (2016) y numerosos ascensos en diversas partes de los Andes, los Alpes europeos y neozelandeses, así como en otras partes del mundo.
Ha sido entrenador y preparador técnico de varios deportistas en montaña, incluyendo a Karla Wheelock (segunda latinoamericana en subir el Everest en 1999 y primera en hacer las 7 cumbres continentales). Es coautor del libro Ascenso al Everest (El Tercer Polo) de Amaroma Ediciones. Ha recibido varios reconocimientos por su labor deportiva. 
Dedicado a la consultoría en desarrollo y mejoramiento en el comportamiento organizacional, en la educación experiencial y en el entrenamiento de equipos de alto rendimiento desde el 2000, también es piloto de parapente desde 1993.
Fue docente y administrativo en las universidades Anáhuac (2004), Tecnológico de Monterrey (2010-2014) y Johan Cruyff (2003-2015) en temas organizativos y de liderazgo.
Actualmente continúa guiando montañas dentro y fuera de México e impartiendo cursos en el desarrollo de competencias y teambuilding.